# 蘇琪·斯塔克豪斯
蘇琪‧斯塔克豪斯（英語：Sookie Stackhouse）是查琳·哈里斯（Charlaine Harris）的系列小説《南方吸血鬼謎案》（Southern Vampire Mystery）中的虛構人物。之後出現在改編的電視劇《真愛如血》，由奧斯卡得主安娜·帕奎因飾演，她因這個角色於2009年獲得金球獎戲劇類最佳女主角。
故事發生在路易斯安納州的虛構小鎮─良辰鎮（Bon Temps），小說以第一人稱方式敘述蘇琪的經歷，身為一個酒吧侍女的她擁有心靈感應的天賦。故事的另一個重心為「出棺」的吸血鬼。蘇琪曾和許多超自然生物打交道，包括吸血鬼、變形人、女巫、精靈、狼人。電視劇《真愛如血》中，蘇琪和祖母艾黛兒‧霍爾‧斯塔克斯（Adele Stackhouse）共同居住在良辰鎮，與哥哥傑森·斯塔克豪斯（Jason Stackhouse）有密切往來。

## 家庭
根據小說描述，蘇琪自孩童時期已顯現出心靈感應的能力。不過她的父母（寇比特和蜜雪兒）一開始竟將之視為精神疾病，每隔一月便定期帶她去給精神學家做腦部掃描。然而，據蘇琪在故事中的自述，父親曾經要求她在一次業務面談中，幫忙「傾聽」一名潛在客戶的想法。當她告訴父親這名客戶意圖詐欺時，父親選擇接受她的說法，這表示父親相信蘇琪真的擁有心靈感應的能力。七歲時，蘇琪的雙親在一次大洪水中不幸喪生，留下她和哥哥傑森兩人，由祖母艾黛兒扶養長大。
故事剛開始時，蘇琪描述自己出身於人數不多的小家族。家族成員的其中之一，蘇琪的叔公巴雷特很少與她們來往。原因是巴雷特曾經猥褻年幼的蘇琪、蘇琪的表妹海莉及海莉的母親琳達。在艾黛兒發現巴雷特對女兒及孫女們伸出魔爪後，便將他逐出家門，不再往來。
二十五歲的蘇琪尚與祖母同住。祖孫兩人的感情十分緊密融洽，直到祖母慘遭連環殺人犯謀害身亡。
蘇琪的父系家族流傳著精靈的血統，這也是為何蘇琪如此地吸引著超自然生物，尤其是吸血鬼。
在第八部小說From Dead to Worse，蘇琪遇見了曾祖父Niall Brigant，一個力量強大的精靈王子，同時也是蘇琪的朋友Claudine與Claude的祖父。蘇琪的表妹海莉留下了一個五歲的兒子亨特，他也擁有心靈感應的能力。即使目前不清楚心靈感應的能力源自何方，劇中的一名小角色曾表示，心靈感應並非精靈賦有的能力之一。

## 心靈感應
蘇琪從小即表現出心靈感應能力。但大部分的良辰鎮居民認為蘇琪是精神不穩定，其他人則否認她有讀心能力。
據蘇琪所說，人們的想法並非以完整句子組成，而是片段的字句或影像。蘇琪將某些人稱做「廣播電台」，因為這些人的想法特別容易被讀取。
除了感應他人的內心想法，蘇琪也可以和同樣擁有讀心能力的人互相感應溝通。另外，她也有能力去混淆旁人的思路。在連環殺手德魯‧馬歇爾(芮內‧雷尼)追逐蘇琪時，她利用超能力發出震動噪音，使殺手感到痛苦且迷失方向。蘇琪也曾經用心靈感應與另一個同樣具有此能力的人(巴瑞)溝通。
蘇琪表示，經由肢體接觸或眼神交會，能更容易讀取他人的心思。而人類的想法比起其他生物更容易感應，不過效果還是根據不同的人而有異。蘇琪僅可感應到超自然生物腦中的意象或感情，除非他們有意傳遞思想。對於吸血鬼，蘇琪則失去讀心術的能力(這也是為何她和比爾‧康普頓交往的原因之一)，不過她偶爾還是能接受到些許感應。這個意外得到的感應，蘇琪從未對他人提起，因為她相信如果吸血鬼發現的話，自己的性命一定不保。
在小說與改編的電視劇中皆提到，具心靈感應能力的人十分稀少。其中最讓超自然生物感到困惑的是，蘇琪可以完全不受到他們的心靈控制，例如吸血鬼的擅長的「魅惑術」及酒神狂女使人發狂的能力。

## 生活情況
蘇琪居住在祖母死後留給她的房子。儘管發生過種種意外及大火而使這間房子時常需要整修，蘇琪仍然自豪擁有這個家。在卡翠娜颶風侵襲前，蘇琪家多了個房客─女巫艾蜜莉亞，她曾經是海莉的房東。而艾蜜莉亞的女巫師父─奧克塔薇亞，在之後也成為房客之一。
蘇琪以在馬洛特酒吧的侍女工作維持生計。這間酒吧的所有人是山姆‧馬洛特，他是個變形人。蘇琪偶爾利用她的感應能力幫助當地的吸血鬼首領艾瑞克‧諾曼。在往後的幾部小說中，蘇琪繼續替吸血鬼工作，合作對象甚至提升至其他州的吸血鬼國王、皇后。儘管蘇琪的工作繁多，她仍然常有缺錢的煩惱。
閒暇時，蘇琪選擇閱讀、做日光浴、看電視、或者偶爾參加當地的橄欖球賽。即使受到心靈感應的影響，而使她無法接受更高等的教育(蘇琪無法在考試時專心，因為其他學生的思緒會使她分心)，蘇琪仍然是個聰穎又富有想像力的女孩。她喜愛學習日曆上的「每日一字」來擴充字彙能力，與良辰鎮其他居民相比，蘇琪似乎較為口齒伶俐。另外，她自認是個好舞者。

## 感情
蘇琪是個年輕、外貌姣好的女孩。即便如此，她的身邊卻鮮少有追求者，直到她遇見比爾‧康普頓。擁有心靈感應的能力使她常對約會對象失去好感；一般的男人也因為她被視為「怪胎」而興趣缺缺。
蘇琪最容易受到有「超自然能力」的異性所吸引。因為吸血鬼和其他超自然生物較不易被讀取心思，所以和他們相處可以讓蘇琪從持續不斷的思緒噪音中得到短暫的解放。而她的讀心能力對吸血鬼似乎特別無效。
拜這短暫解放所賜，蘇琪才得以體驗她的第一次戀愛─與吸血鬼比爾。比爾帶領蘇琪認識美國吸血鬼的複雜社會，卻也使她陷入種種困境。同時，蘇琪與比爾的感情也經歷過多次關鍵的波折和考驗：比爾殺死曾經性侵蘇琪的叔公巴雷特、蘇琪因捲入吸血鬼紛爭而受到傷害、《達拉斯夜未眠》中，比爾拋下她去追殺陽光聯盟的報復者、《亡者俱樂部》中，比爾和他的造物主羅瑞娜發生不倫。不過，打擊他們感情的最大因素是當艾瑞克‧諾曼(比爾的長官)強迫比爾揭露追求蘇琪的緣由─路易斯安納的女王指使比爾這麼做，希望藉此得到蘇琪對她的忠誠。即使比爾發誓自己確實愛上了蘇琪，而且感情始終沒變，情緒低落的蘇琪還是決定將比爾逐出她的生活。
在系列小說中常提到，蘇琪會受到超自然生物所吸引。例如她的上司兼好友山姆‧梅洛特，一個能夠轉變成任何動物的變形人。蘇琪和山姆接吻過數次，但她卻擔心這會影響到他們的工作關係─這份工作對蘇琪來說十分重要，因為所有被她讀過心思的老闆中，山姆是唯一能夠被接受的─所以蘇琪沒有繼續和他交往。蘇琪和狼人歐喜德在合作一次任務時，兩人互相吸引。然而卻因為各自生活中的羈絆─比爾‧康普頓和歐喜德的前女友黛比‧佩爾特─而沒有進一步的發展。豹人族長凱文‧諾瑞斯曾試圖追求蘇琪，但沒有結果。
Dead to the World 中，蘇琪開始對艾瑞克產生好感。由於受到女巫的詛咒而喪失記憶，艾瑞克失去了平日的狡猾個性，變得脆弱無助，使他對蘇琪更有吸引力。有那麼一刻，失憶的艾瑞克甚至願意放棄他的權利與位階來陪伴蘇琪。詛咒失效後，艾瑞克重新拾起過去的記憶，但卻忘記了在失憶期間發生的所有事情。隨著他重返吸血鬼世界的政權漩渦，與蘇琪的感情也因此畫下句點。

## 友情
對蘇琪來說，讀心術像是個詛咒而非賜禮。在她的成長過程中，交朋友是件困難的事。然而，她還是與優雅可人的泰拉以及帥氣卻遲鈍的JB du Rone在高中時成為好友，蘇琪與這兩個人始終保持友好關係。